# Bergmiersluiper
De bergmiersluiper (Formicivora serrana) is een zangvogel uit de familie Thamnophilidae (miervogels). De vogel komt voor in Brazilië.

## Kenmerken
De vogel is 12 tot 13 cm lang en weegt 10 tot 13 g. Het mannetje van de nominaat is overwegens donkerbruin gekleurd, de vleugels zwartbruin en de kop en rug donker roodbruin. Op de vleugels en staart zijn witte vlekjes en streepjes en heel opvallend is de brede, witte wenkbrauwstreep. Deze wenkbrauwstreep is veel smaller bij de ondersoort  F. s. interposita en ontbreekt bij de ondersoort  F. s. littoralis (restingamiersluiper). Het vrouwtje heeft een zwart masker en daarboven een witte wenkbrauwstreep en zij heeft een lichte buik en borst met een licht roodbruine tint.

## Verspreiding en leefgebied
Deze soort komt voor in het zuidoosten van Brazilië en telt drie ondersoorten:
- F. s. serrana: oostelijk Minas Gerais en Espírito Santo.
- F. s. interposita: zuidoostelijk Minas Gerais en noordwestelijk Rio de Janeiro.
- F. s. littoralis: (restingamiersluiper) de kust van Rio de Janeiro.

Het leefgebied bestaat uit dicht struikgewas in bosgebieden in matig vochtige tot droge gebieden. De ondersoort F. s. serrana komt voor tot op 1550 m boven de zeespiegel, de ondersoort  F. s. interposita verblijft lager, tot 700 m en de restingamiersluiper  (F. s. littoralis) komt voor in kustgebieden.

## Status
De grootte van de wereldpopulatie is niet gekwantificeerd. De bergmiersluiper gaat in aantal achteruit. Echter, het tempo ligt onder de 30% in tien jaar (minder dan 3,5% per jaar). Om deze redenen staat de soort als niet bedreigd op de Rode Lijst van de IUCN. De restingamiersluiper die door BirdLife International als aparte soort wordt beschouwd, is echter een in zijn voortbestaan bedreigde diersoort.